# 케레스어
케레스어(Keres, Keresan)은 미국 뉴멕시코주에 사는 푸에블로의 일파인 케레스인이 사용하는 아메리카 원주민 언어이다. 언어학적 분석에 따르면 케레스는 여러 방언으로 이루어진 소규모 어족 내지 고립어로 추정되는데, 고립어로 간주할 시 미국 영토 내에서 가장 많은 인구가 사용하는 고립어가 된다. 케레스인을 이루는 7개 푸에블로 부족마다 방언이 존재하는데 가까운 이웃 부족 간에는 상호 의사소통이 가능하다. 그러나 서부와 동부의 그룹 사이에는 상당한 차이가 있으며 간혹 둘이 별개의 언어로 여겨지기도 한다.

## 분류
케레스어는 현재 계통상 고립된 언어로 여겨진다. 과거 에드워드 사피어는 호카-수 계통과 함께 묶기도 했고, 모리스 스와데시는 위치토어와의 연관성을 제안하기도 했다. 또한 조지프 그린버그는 수어족 등과 함께 묶은 "케레수어족"(Keresiouan)이라는 분류를 제안하기도 했으나 오늘날 받아들여지지 않는다.